# Chiloglanis kalambo
Chiloglanis kalambo е вид лъчеперка от семейство Mochokidae. Видът е световно застрашен, със статут Уязвим.

## Разпространение
Разпространен е в Танзания.